# Reading FC Women
Reading Football Club Women is de vrouwenvoetbaltak van het Engelse Reading FC uit Reading. Ze komen uit in de Women's Super League.

## Geschiedenis
De geschiedenis van het vrouwenvoetbal in Reading begon in 1988, toen Twyford Comets zich aan Reading FC bond en Reading Royals FC werd. Dat duurde tot 2006, toen de mannenclub de alliantie verbrak en zelf een damesteam oprichtte. In haar eerste vier seizoenen promoveerde de club drie keer, tot ze in 2010 de Women's Premier League bereikten. Door een competitiehervorming was dat niveau vanaf 2011 echter niet meer het hoogste niveau.
In het tweede seizoen in die Premier League eindigde Reading echter voorlaatste en dus degradeerde de club in 2012 naar de Southern Division, maar een jaar later steeg Reading alweer naar de WPL dankzij topscorer en jeugdinternational Fran Kirby.
In 2014 kreeg Reading FCW een licentie om aan te treden op het nieuwe tweede niveau van de Super League. Daar werd de club in 2015 kampioen, waardoor ze in 2016 voor het eerst op het hoogste niveau mochten aantreden.

## Erelijst
- FA WSL 2 (niveau 2)
  - Winnaar (1): 2015
- Women's Premier League Southern Division (toen niveau 3)
  - Winnaar (1): 2013
- South West Combination Women's Football League (toen niveau 3)
  - Winnaar (1): 2008

## Stadion
Sinds de promotie naar de WSL1 in 2016 speelt de club haar thuiswedstrijden in het Adams Park-stadion, ook de thuisbasis van Wycombe Wanderers FC.

## Overzichtslijsten

### Seizoensoverzichten
| Seizoen | Resultaat  |
| ------- | ---------- |
| 2014    | 3e in WSL2 |
| 2015    | 1e in WSL2 |
| 2016    | 8e         |
| 2017    |            |

## Bekende (oud-)Royals

### Speelsters
- Maxime Bennink
- Mandy van den Berg